# Id
Id (pol. to, niem. Es, inaczej ono) – pierwotny system organizacji psychicznej, źródło kształtowania się ego i superego.
Id jest zbiornikiem psychicznej energii, które zawiera w sobie dziedziczne i wrodzone wyposażenie psychiczne z popędami włącznie. Działa na zasadzie impulsów i natychmiastowej gratyfikacji zaspokojenia potrzeb. Energia id funkcjonuje według zasady przyjemności. Napięcie wprowadzane do świadomości przez id, usiłuje rozładować tzw. czynność odruchowa (natychmiastowa redukcja napięcia) i proces pierwotny (redukuje złożone reakcje psychiczne). 
Według Zygmunta Freuda id jest „prawdziwą rzeczywistością psychiczną”, dlatego reprezentuje wewnętrzny świat subiektywnych doznań i nie posiada żadnej wiedzy o rzeczywistości obiektywnej. Wyobrażenia w tym systemie spełniają pragnienia id, pozostając w oderwaniu od rzeczywistości fizycznej i empirycznej. Systemem, który umożliwia konfrontowanie wyobrażeń z przedmiotami pragnień, jest ego.
Id wraz z popędami wyrażają celowość życia indywidualnego organizmu.